# Johannus Monday
Johannus Monday (Kingston upon Hull, 22 de enero de 2002) es un tenista profesional británico.

## Trayectoria
Monday nació en Kingston upon Hull y se crio en la cercana Cottingham. Empezó a jugar al tenis a los cuatro años. Asistió al St Mary's College y, desde 2015, fue alumno interno del Merchiston Castle School de Edimburgo. En 2020, comenzó a estudiar Ciencias Políticas en la Universidad de Tennessee con una beca de tenis. Mientras competía en el circuito universitario, se convirtió en el jugador número uno de la NCAA.

## Títulos ATP Challenger (2; 0+2)

### Dobles (2)
| Nr. | Fecha                   | Torneo                   | Superficie | Pareja         | Finalistas                     | Resultado Final     |
| --- | ----------------------- | ------------------------ | ---------- | -------------- | ------------------------------ | ------------------- |
| 1.  | 18 de junio de 2023     | Challenger de Nottingham | Hierba     | Jacob Fearnley | Liam Broady Jonny O'Mara       | 6-3, 6-7(6), [10-7] |
| 2.  | 10 de noviembre de 2024 | Challenger de Knoxville  | Dura (i)   | Patrick Harper | Micah Braswell Eliot Spizzirri | 6-2, 6-2            |